# Any Internacional de la Biodiversitat
L'Any Internacional de la Biodiversitat va ser una celebració durant tot un any de la diversitat biològica i la seva importància, que es va celebrar a nivell internacional el 2010. Coincidint amb la data de l'Objectiu Biodiversitat 2010, any en què va ser declarat per la 61a sessió de l'Assemblea General de les Nacions Unides de 2006.
Va ser per ajudar a sensibilitzar sobre la importància de la biodiversitat a través d'activitats i esdeveniments, influir en els responsables de la presa de decisions i "elevar la diversitat biològica més a prop de l'agenda política".

## Antecedents
L'Assemblea General de les Nacions Unides va declarar el 2010 com l'Any Internacional de la Biodiversitat (Resolució 61/203). Aquest any va coincidir amb l'Objectiu Biodiversitat 2010 que van adoptar les Parts en el Conveni sobre la Diversitat Biològica i els caps d'Estat i de Govern en la Cimera Mundial per al Desenvolupament Sostenible de Johannesburg el 2002.
La Secretaria del Conveni sobre la Diversitat Biològica (CDB), amb seu a Mont-real, Canadà, coordinava la campanya de l'Any Internacional de la Biodiversitat.
Establert a la Cimera de Terra de Rio de Janeiro el 1992, el Conveni sobre la Diversitat Biològica és un tractat internacional per a la conservació i l'ús sostenible de la biodiversitat i l'intercanvi equitatiu dels beneficis de la biodiversitat. El CDB té una participació gairebé universal, amb 193 parts.

## Principals objectius a la vista de les Nacions Unides
Els principals objectius de l'Any Internacional de la Biodiversitat van ser:
- Potenciar la consciència pública de la importància de conservar la biodiversitat i de les amenaces subjacents a la biodiversitat
- Sensibilitzar els assoliments per salvar la biodiversitat que havien estat realitzats per comunitats i governs
- Promoure solucions innovadores per reduir les amenaces a la biodiversitat
- Encoratjar a les persones, organitzacions i governs a actuar de manera immediata per frenar la pèrdua de biodiversitat
- Iniciar el diàleg entre les parts interessades per saber què fer en el període posterior a 2010

### Eslògan
La biodiversitat és amor. La biodiversitat és la vida.